# Кутузовский скит
Кутузовский скит — действующий православный скит Свято-Троицкого Серафимо-Дивеевского женского монастыря. Расположен в посёлке Кутузовка Кулебакского района, в 80 км от Дивеево и является самым дальним от монастыря.

## История
Кутузовский скит передан Серафимо-Дивеевскому монастырю 25 декабря 1992 года.
В скиту действует домовой храм в честь иконы Божией Матери «Скоропослушница».
Главный престол восстановленного каменного собора в честь Нерукотворного Образа Спасителя был освящён архиепископом Нижегородским и Арзамасским Георгием 13 сентября 2006 года.
22 июня 2007 года архиепископ Нижегородский и Арзамасский Георгий освятил правый придел собора Спаса Нерукотворного в честь Богоотцев Иоакима и Анны.
9 августа 2007 года Владыка совершил чин освящения левого престола собора в честь Святителя Николая, Мир Ликийских Чудотворца, и святого Димитрия, святителя Ростовского.
22 мая 2010 года архиепископ Георгий вновь посетил скит и совершил Божественную литургию в храме Святителя Николая.
Во время посещения 22 ноября 2010 года архиепископ Георгий особо отметил, что летом, когда бушевали лесные пожары, они обошли это место стороной.